# Citerne
Citerne é uma comuna francesa na região administrativa de Altos da França, no departamento de Somme. Estende-se por uma área de 6,4 km². Em 2010 a comuna tinha 246 habitantes (densidade: 38,4 hab./km²).